# Barry (Altos Pirineos)
 Barry  es una comuna y población de Francia, en la región de Mediodía-Pirineos, departamento de Altos Pirineos, en el distrito de Tarbes y cantón de Ossun.
Su población en el censo de 1999 era de 112 habitantes.
Está integrada en la Communauté de communes du Canton d'Ossun.

## Demografía
| 58 | 64 | 65 | 65 | 78 | 112 |
| Para los censos de 1962 a 1999 la población legal corresponde a la población sin duplicidades (Fuente: INSEE [Consultar]) |    |    |    |    |     |